# Reino Paasilinna
Reino Kalervo Paasilinna, född 5 december 1939 i Petsamo, död 21 juli 2022 i Helsingfors, var en finländsk politiker (socialdemokrat), riksdagsråd och författare. Han var europaparlamentariker mellan 1996 och 2009 där han tillhörde den socialdemokratiska gruppen (PES). Han har tidigare även varit bland annat ledamot av Finlands riksdag. Paasilinna var ledamot av Europaparlamentets utskott för industrifrågor, forskning och energi och vice ordförande i delegationen till den parlamentariska samarbetskommittén EU–Ryssland. 
Paasilinna föddes på fartyget Aunus på Norra ishavet, när familjen var tvungen att fly från Petsamo till Norge efter vinterkrigets utbrott. Efter kriget flyttade familjen till Kittilä. Reino Paasilinna var bror till författarna Erno, Arto och Mauri Paasilinna.